# ETA Guandu

A ETA Guandu é uma estação de tratamento de água responsável por cerca de oitenta por cento do abastecimento de água potável da região metropolitana do Rio de Janeiro. Utiliza as águas do Rio Guandu, que é formado pela junção das águas do rio Ribeirão das Lajes e dos rios Piraí e Paraíba do Sul, após elas serem utilizadas pela Light para a geração de energia elétrica.
Atualmente a maior estação de tratamento do mundo, sua primeira etapa foi inaugurada em 1955, a segunda em 1962, a seguinte em 1963 e em 1982 a quarta etapa. Atualmente produz cerca de 43 000 litros por segundo para abastecer os municípios do Rio de Janeiro, Nilópolis, Mesquita, Nova Iguaçu, Duque de Caxias, Belford Roxo, São João de Meriti, Itaguaí e Queimados. É responsável pelo fornecimento de água para 151 dos 178 bairros da cidade do Rio de Janeiro. A estação de tratamento de água do Guandu (ETAG) está localizada no Km 19,5 da Rodovia BR-465 (Antiga Estrada Rio -São Paulo), em Nova Iguaçu, Rio de Janeiro.
Em 2007 a ETA Guandu passou a ser reconhecida e considerada a maior do Mundo pelo Guinness World Records.
No processo de tratamento são utilizados diariamente: Sulfato de alumínio - 140 toneladas; Cloreto de ferro - 30 toneladas; Cloro -15 toneladas; Cal virgem - 25 toneladas; Ácido fluossilícico -10 toneladas. Em 2020, como consequência da crise causada pela Geosmina, iniciada em Dezembro de 2019, e para neutralizar a ação dessa substância (um álcool terciário - 1,10-dimetil-9-decalol - que não tem toxidade), a ETA Guandu passou a receber a adição de carvão ativado no processo de tratamento e de Argila ionicamente modificada na lagoa próxima a tomada da água da Estação.